# Piazza delle Cattedrali
La piazza delle Cattedrali (in russo Соборная площадь?, Sobornaja ploščadʾ) è la piazza centrale del Cremlino di Mosca, dove tutte le sue strade convergevano nel XV secolo. Prende il nome dalle tre cattedrali che vi sorgono, la cattedrale della Dormizione, la cattedrale dell'Arcangelo Michele e la cattedrale dell'Annunciazione. Oltre a queste, vi si affacciano anche il palazzo Sfaccettato, la chiesa della Deposizione della Veste e la chiesa dei Dodici Apostoli. La struttura più alta sulla piazza (e precedentemente in tutta la Russia) è il campanile di Ivan il Grande, che la separa da piazza Ivanovskaja.
La piazza era il luogo delle incoronazioni solenni e dei cortei funebri di tutti gli zar russi, i patriarchi ed i granduchi di Moscovia. Tuttora è sfondo della cerimonia di inaugurazione dei presidenti della Russia e del giornaliero cambio della guardia a cavallo (spettacolare tradizione imperiale restaurata nel XXI secolo); occasionalmente alcune opere (come Boris Gudunov) sono state messe in scena nella piazza.